# Joe Stanley
Joseph Tito Stanley, detto Joe (Auckland, 13 aprile 1957), è un ex rugbista a 15, allenatore di rugby a 15 e imprenditore neozelandese, campione del mondo 1987 con gli All Blacks.

## Biografia
In gioventù conducente di autobetoniere, Stanley crebbe a livello di club nel Ponsonby e si mise tardi in luce a livello provinciale, tanto da esordire per Auckland solo a 27 anni, nel 1984.
Soprannominato Smokin' Joe , esordì in Nazionale nel 1986, a 29 anni, complice la squalifica di molti elementi che avevano preso parte al tour non autorizzato in Sudafrica dei New Zealand Cavaliers, e mantenne il posto anche nella successiva, vittoriosa Coppa del Mondo di rugby 1987 che disputò da titolare.
Ritenuto uno degli internazionali neozelandesi tra i più sottovalutati, rimase in Nazionale fino al 1990 e chiuse la carriera nel 1993 a 36 anni nella provincia di Auckland.
Dopo la fine della carriera agonistica, a parte un breve periodo da allenatore in Giappone e da assistente allenatore in patria ancora ad Auckland, gestisce un'agenzia di organizzazione eventi per grosse industrie (Corporate hospitality).
Due dei figli di Joe Stanley, Benson e Jeremy, vestirono la maglia della Nuova Zelanda (il primo anche in tre test match) e tra le parentele di cui è accreditato vi è anche quella con il calciatore australiano Tim Cahill, del quale numerose fonti riportano che sia il cugino; le notizie sulle sue esperienze sono affidate a una sua biografia autorizzata, Smokin' Joe, del 1990, dal momento che il giocatore non ha più rilasciato interviste alla stampa dopo non essersi riconosciuto nel resoconto dato da un giornalista.

## Palmarès
- Coppe del mondo: 1
Nuova Zelanda: 1987